# Achatocarpus brevipedicellatus
Achatocarpus brevipedicellatus es una especie de Magnoliopsida del género Achatocarpus, de la familia Achatocarpaceae, del orden Caryophyllales.

## Distribución
Achatocarpus brevipedicellatus se distribuye por Paraguay (Central, Cordillera).

## Taxonomía
Fue descrita científicamente por Heinrich Karl Walter. Fue publicado por primera vez en Das Pflanzenreich de Engler, en la sección dedicada a la familia botánica número 83, volumen 4, página 138.(1909).